# Port de Kallaste
Le port de Kallaste (estonien : Kallaste sadam, code EE KLL  est un port à Kallaste en Estonie.

## Présentation
Le port de Kallaste est situé sur la côte ouest du lac Peïpous.
Le territoire du port a une superficie de 21 858 m2 de terre et 8 064 m2 d'eau.
Le port dispose de 2 quais d'une longueur totale de 79 m. 
La plus grande profondeur à quai est de 1,7 m.
Tout bateau accédant au port doit avoir une longueur maximale de 24 m, une largeur maximale de 6 m, et un tirant d'eau maximum de 1,5 m.

## Galerie

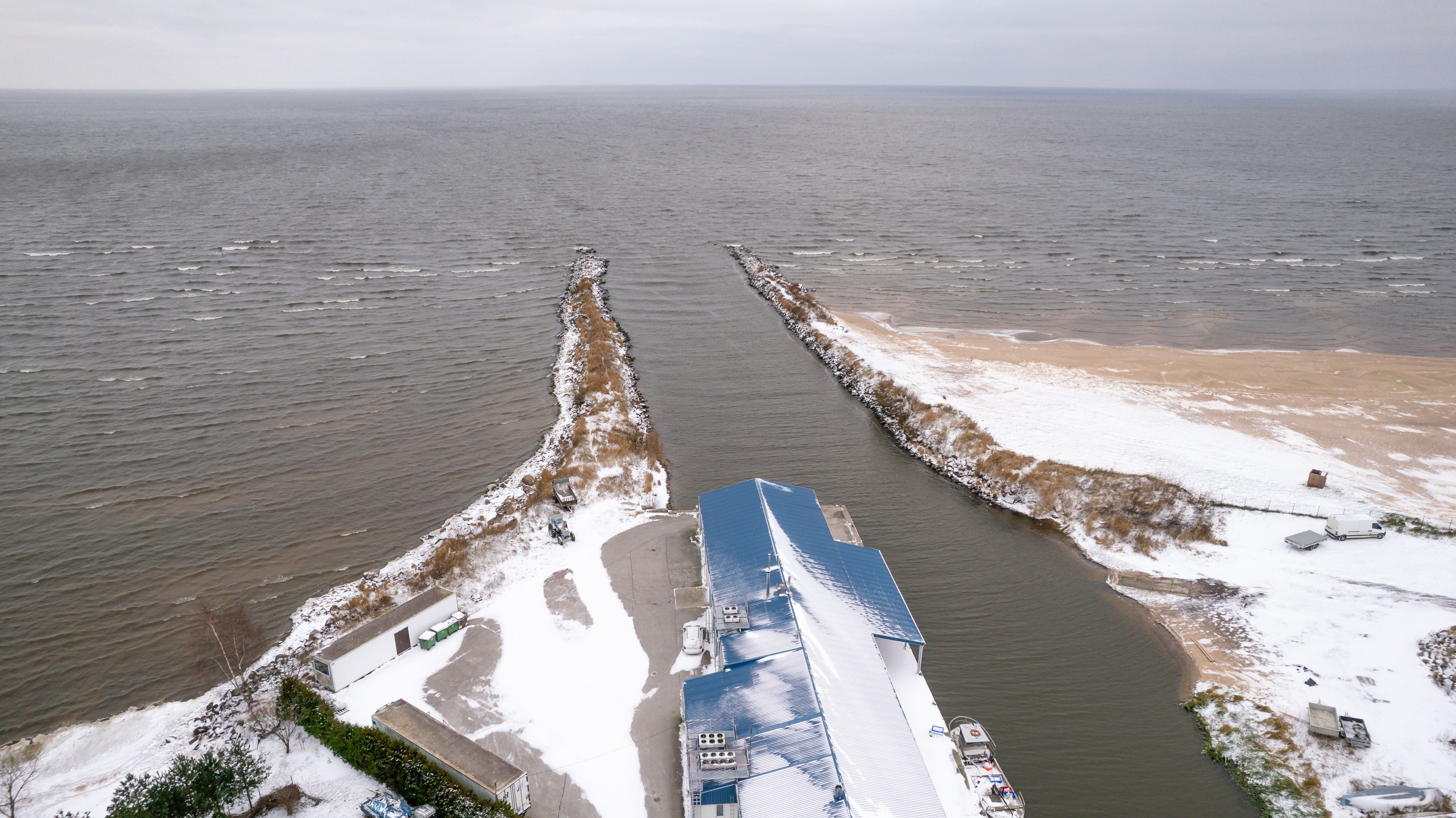
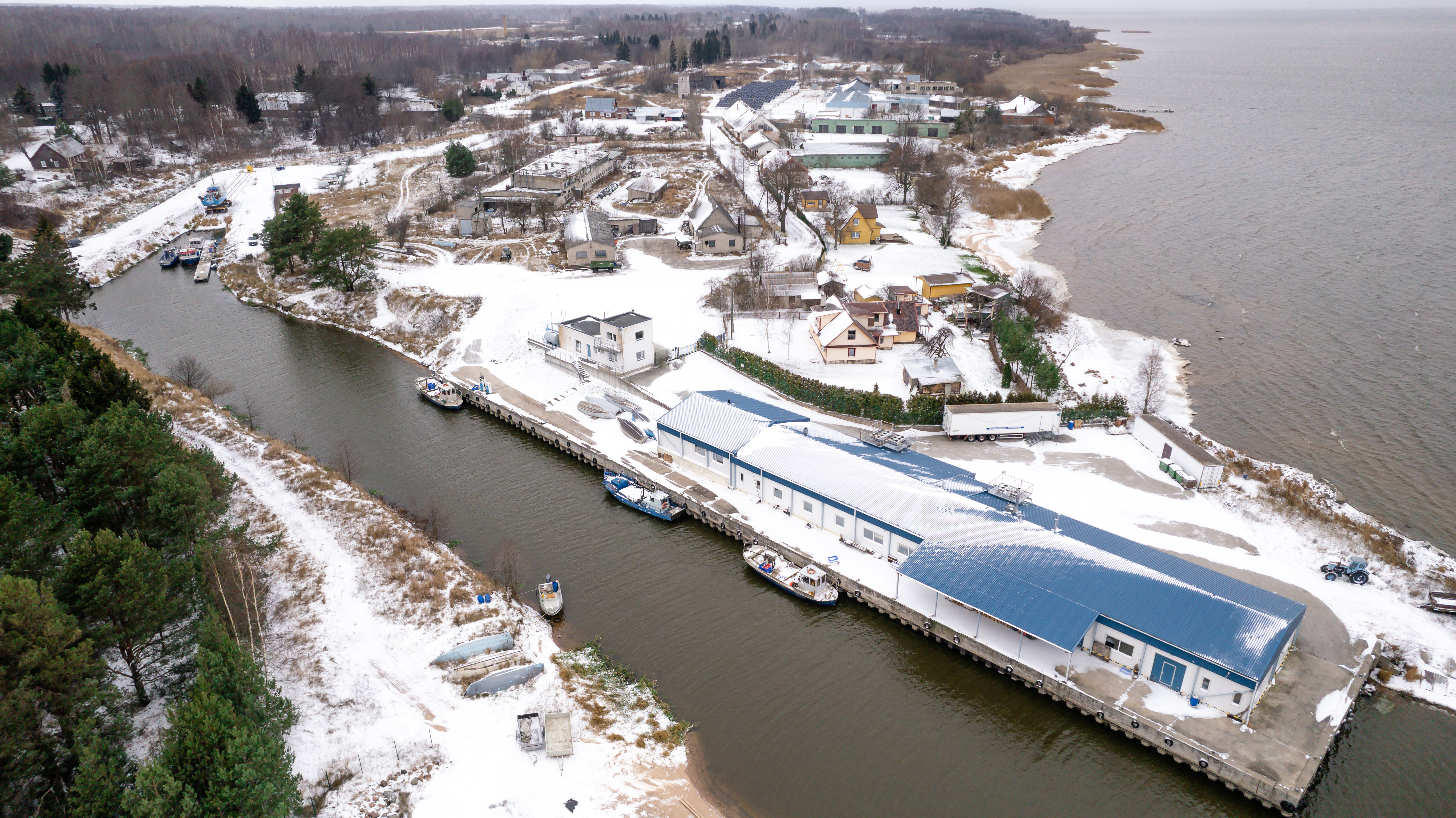
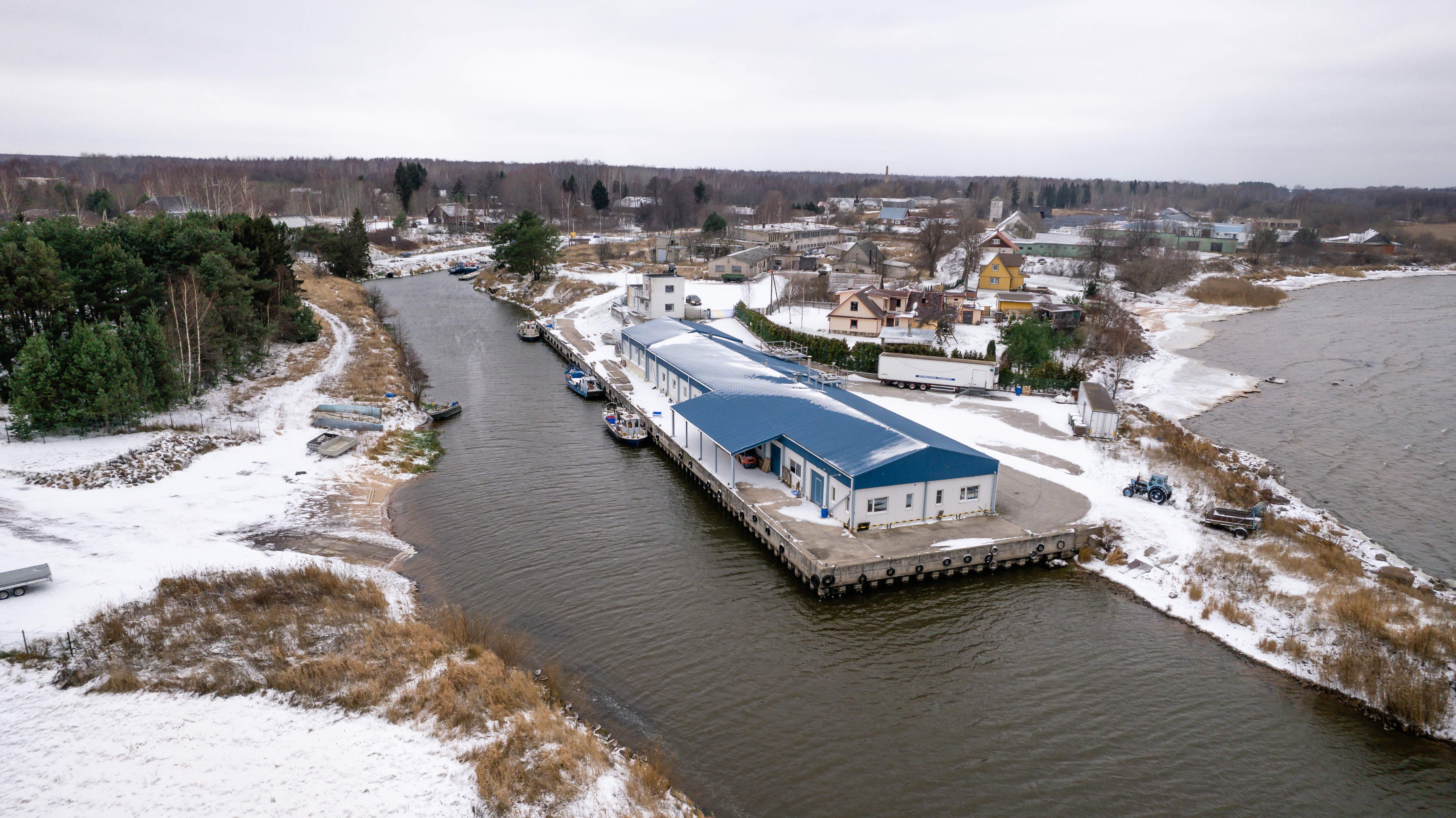